# Osová Bítýška
Osová Bítýška település Csehországban, a Žďár nad Sázavou-i járásban. Osová Bítýška Ruda, Vlkov, Březí, Skřinářov, Záblatí és Ořechov településekkel határos. Lakosainak száma 961 fő (2024. január 1.).

## Népesség
A település lakosságának változását az alábbi diagram mutatja:
| Lakosok száma | 783  | 783  | 814  | 735  | 779  | 810  | 875  | 920  | 941  | 961  |
|               | 1869 | 1890 | 1921 | 1950 | 1980 | 2001 | 2017 | 2019 | 2022 | 2024 |